# Arthur Siebelist

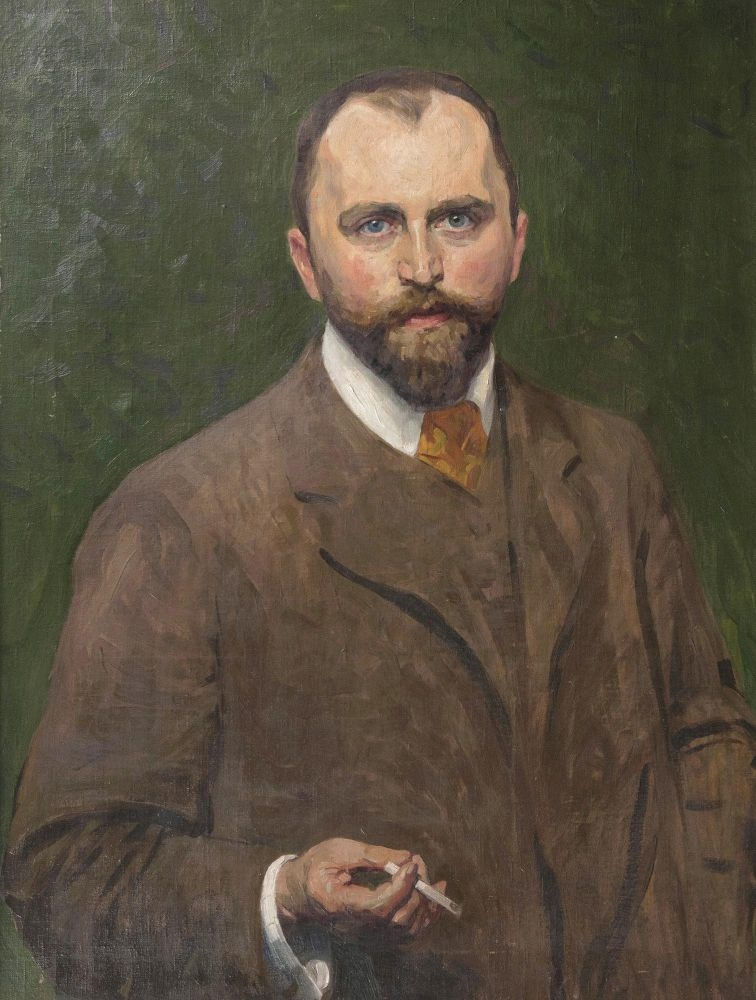
Selbstporträt, um 1900

Arthur Siebelist (* 21. Juli 1870 in Loschwitz bei Dresden; † 4. Januar 1945 in Hittfeld bei Hamburg-Harburg) war ein deutscher Maler und Vertreter der impressionistischen Freiluftmalerei.

## Leben

### Ausbildung

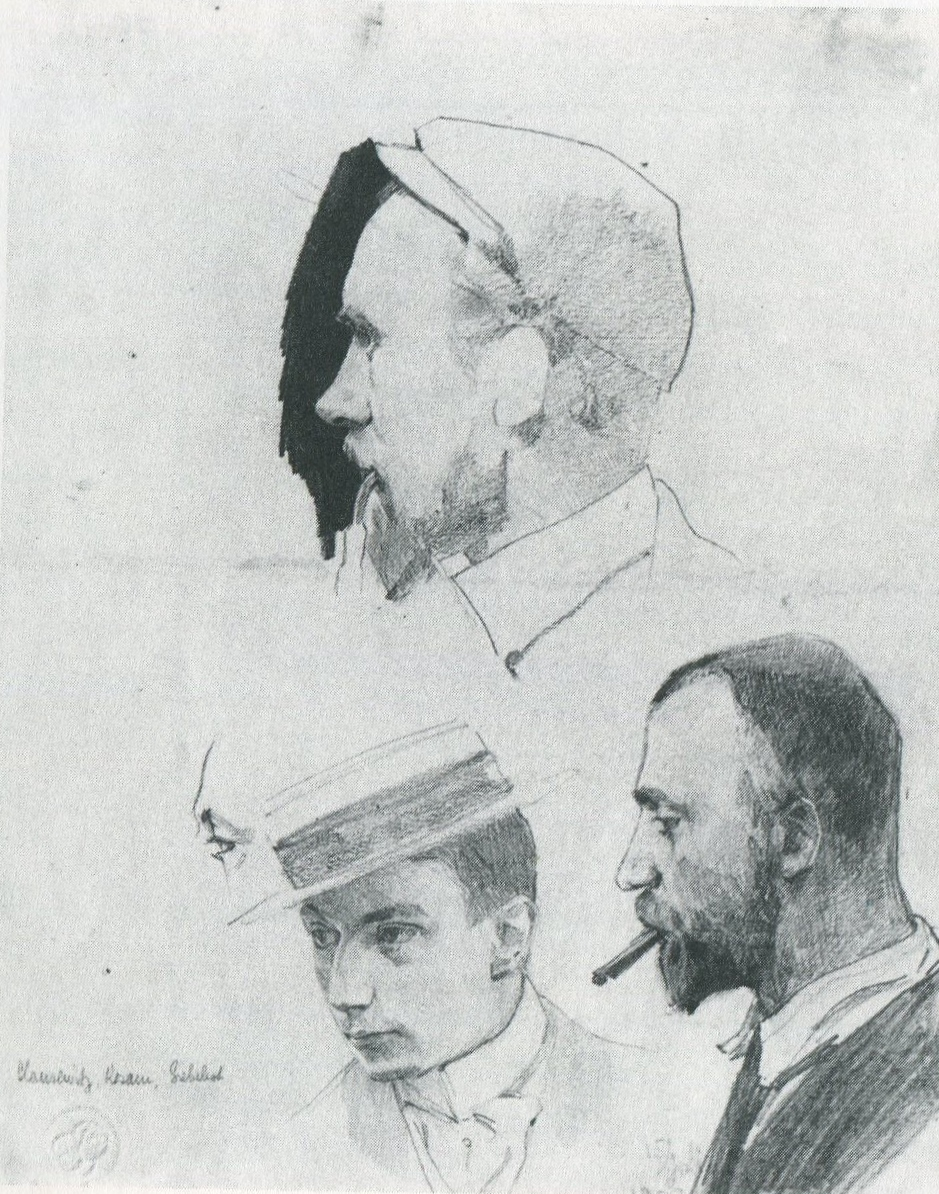
Franz Nölken: Die Maler Clausewitz, Rosam und Siebelist (rechts unten, 1902)

Arthur Siebelist wuchs in Hamburg auf. Er machte 1884 eine Lehre im Kunstgewerbehaus Hulbe und begann 1890 ein einjähriges Studium an der Kunstgewerbeschule in München. Es folgten Studienreisen nach Holland, Frankreich, Italien und England.

### Der Hamburgische Künstlerklub
Im Jahr 1897 erfolgte die Gründung des Hamburgischen Künstlerklubs auf Initiative von Alfred Lichtwark, des Direktors der Kunsthalle Hamburg. Mitglieder waren außer Siebelist die jungen Hamburger Maler Julius von Ehren (1864–1944), Ernst Eitner (1867–1955), Arthur Illies, Friedrich Schaper, Julius Wohlers (1867–1953) und der zwanzig Jahre ältere Thomas Herbst (1848–1915).

### Siebelists Hamburger Malschule

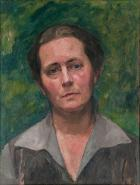
Arthur Siebelist: Frau des Künstlers, undatiert

Gemeinsames Anliegen war der Aufbau einer Hamburger Malschule, die sich – im Gegensatz zur akademischen Lehre – der Freilichtmalerei widmen sollte. Sie wurde 1899 in Hamburg gegründet. Arthur Siebelist, dessen pädagogische Fähigkeit Lichtwark erkannt hatte, sammelte Schüler um sich und ging mit ihnen in die Natur, um dort zu malen.

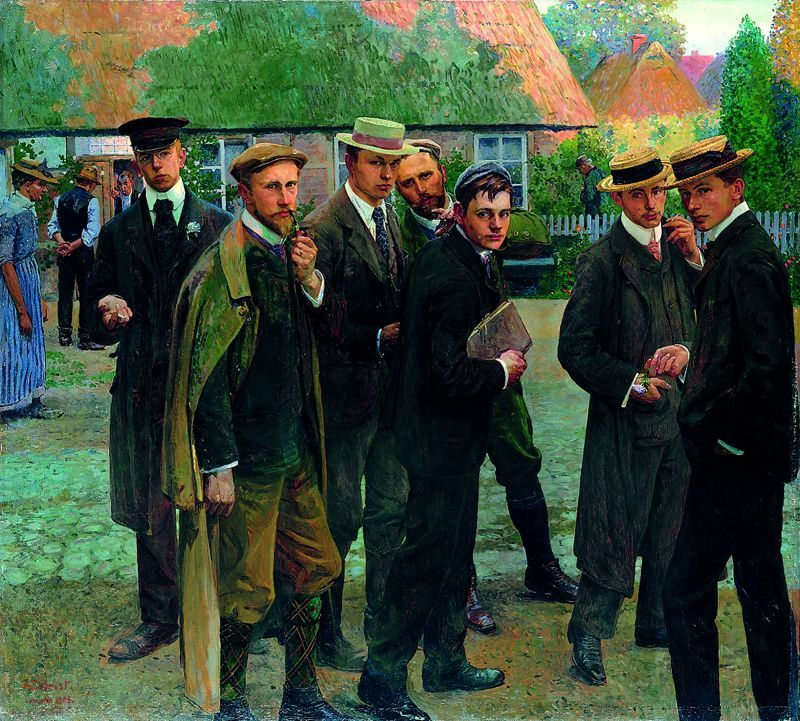
Arthur Siebelist: Meine Schüler und ich, gemalt 1902 in Hittfeld

Im Jahr 1900 nahm er Friedrich Ahlers-Hestermann, Franz Nölken, Fritz Friedrichs (1882–1928), Walter Alfred Rosam (1883–1916) und Walter Voltmer (1884–1972) auf. 1902 malte er das bekannte Gruppenbild Meine Schüler und ich. Die fünf begabtesten Schüler wurden 1903 in den Künstlerklub aufgenommen, darunter Franz Nölken. Im selben Jahr heiratete er seine Malschülerin Gertrud Bulcke. 1904 folgten als Schüler Anita Rée, Paul Henle (1887–1962) und Edgar Bromberg (1883–1910). 1911/12 studierte Niko Wöhlk bei ihm, der zu seinem Meisterschüler wurde. Zu den Förderern der Siebelist-Schüler gehörte der Hamburger Kaufmann, Kunstsammler und -mäzen Ernst Rump.

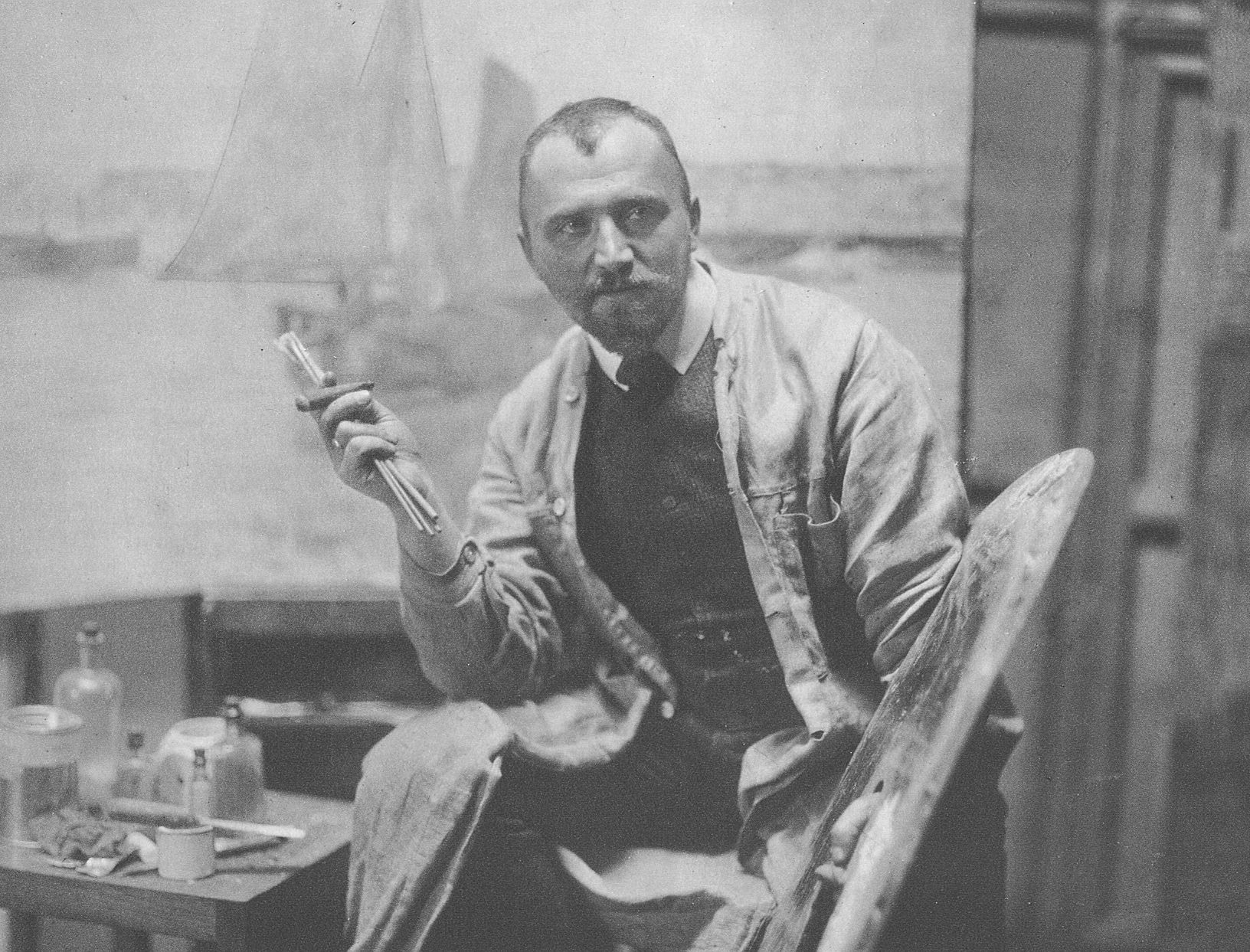
Arthur Siebelist, 1905

Ab 1905 war Siebelist Mitglied des Hamburger Künstlervereins von 1832, später auch im Deutschen Künstlerbund.

### Hittfeld

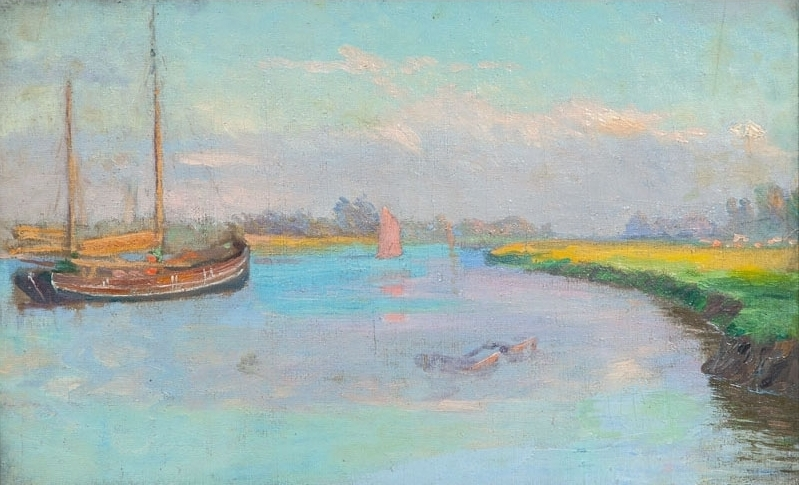
Arthur Siebelist: Boote auf der Este, undatiert

1908 zog er nach Hittfeld, das er schon in früheren Jahren zum Ziel seiner sommerlichen Freilichtmalerei mit seinen Schülern gewählt hatte, und unterhielt ein Atelier in der Hamburger Mönckebergstraße.
Zu seinem fünfzigsten Geburtstag wurde 1920 eine Ausstellung von über hundert Werken in der Hamburger Kunsthalle eröffnet, darunter Zeichnungen, Radierungen und Skizzen von ländlichen Motiven. In der Kunsthalle werden heute noch acht seiner Gemälde ausgestellt, nachdem viele seiner Bilder im Zweiten Weltkrieg zerstört wurden.
Arthur Siebelist starb 1945 in Hittfeld. Von seinen fünf Kindern wählte auch sein Sohn Walter Siebelist (1904–1978) die Künstlerlaufbahn.

### Ausstellungen
Die Hamburger Kunsthalle stellte 1935 eine kleine Präsentation ihrer eigenen Siebelist-Bestände, unter anderem das bekannte Gruppenbild der Siebelist-Schüler zusammen. 1997 zeigte sie in der Jubiläumsausstellung 100 Jahre Hamburgischer Künstlerclub von 1897 fünf seiner schönsten Werke. Vom 12. April bis 14. Juli 2019 zeigte sie in ihrer Ausstellung Hamburger Schule – Das 19. Jahrhundert neu entdeckt sein Ölgemälde Bauernhaus an der Dorfstraße in Hittfeld von 1902.
Die bisher bedeutendste und umfangreichste Präsentation stellte die Hamburger Sparkasse in ihrer Sonderausstellung zu Arthur Siebelist von April bis Juni 2008 zusammen. Hier wurden rund 60 Graphiken und hervorragende Gemälde ausgestellt, darunter:
- Thomas Herbst bei der Arbeit (II), Hamburger Kunsthalle (1895)
- Der Maler Friedrich Ahlers-Hestermann mit Geige, Hamburger Kunsthalle (1900)
- Heimkehrende Fischer, Sammlung Hamburger Sparkasse (um 1900)
- Gertrud Siebelist mit Sonnenschirm, Privatbesitz (1903)
- Doppelbildnis Arthur und Gertrud Siebelist, Heimatverein Hittfeld (um 1905)
- Landschaft mit Pferdegespann, Hamburger Kunsthalle (um 1905)
- Die Außenalster im Sommer, Privatbesitz (1907)
- Stillleben mit Stiefmütterchen, Privatbesitz (um 1910)
- Selbstbildnis A. Siebelist, Sammlung Hamburger Sparkasse (1920)